# AC Rodengo Saiano
AC Rodengo Saiano was een Italiaanse voetbalclub uit Rodengo-Saiano, Lombardije, opgericht in 1983. De club klom langzaam op in de voetbaldivisies en behaalde in het seizoen 2006-07 de titel in de Serie D. Hierdoor promoveerden ze naar de Serie C2, de vierde divisie van het Italiaanse voetbal. AC Rodengo Saiano presteerde daar goed, met meerdere seizoenen waarin het team zich plaatste voor de play-offs, al wist het nooit promotie naar een hogere divisie te bewerkstelligen.

## Opheffing
In 2011 werd de club pgeheven vanwege financiële en operationele problemen, en AC Rodengo Saiano nam daarna niet meer deel aan de Lega Pro Seconda Divisione. Hun thuiswedstrijden speelden ze in het Stadio Polisportivo Provinciale, dat plaats bood aan 2.500 toeschouwers. Na de opheffing hield de club op te bestaan in het Italiaanse voetbal.